# Futács Márkó
Futács Márkó (Budapest, 1990. február 22. –) magyar válogatott labdarúgó.

## Pályafutása

### Klubcsapatokban

#### Fiatal évei
Pályafutását a II. kerületi VSE-ben kezdte, majd a Ferencvárosi TC-be került. 2006 nyarán a francia AS Nancy utánpótláscsapatába igazolt. Hamar megmutatta tehetségét, mivel az U18-as csapatban 21 mérkőzésen 18 gólt szerzett. A 2007–2008-as szezonra bekerült a Nancy ifjúsági csapatába.

#### Werder Bremen

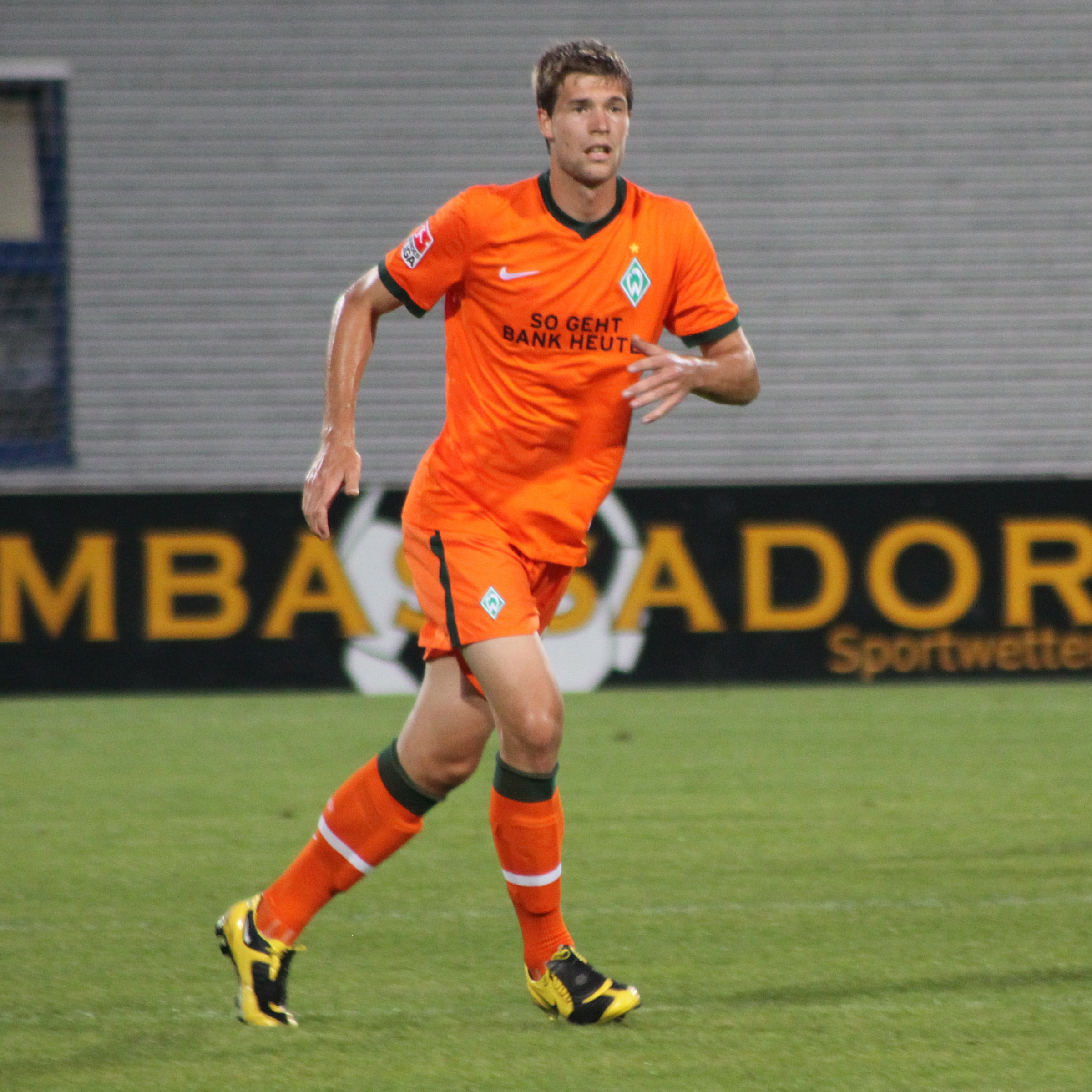
Futács a Werder Bremen mezében

2009. február 3-án bejelentették, hogy a Nancyból a német Werder Bremen csapatába igazolt egy kétéves szerződés keretében. A Werder Bremen első csapatának keretében 2009. július 20-án mutatkozott be a VfL Wolfsburg elleni 2–1-es győzelem alkalmával a 2009-es német szuperkupa-mérkőzésen, Marcelo Moreno helyére állt be a találkozó hatvanadik percében.

#### Werder Bremen II
2009 és 2011 között szerepelt a második csapatban, ahol 13 mérkőzésen 3 gólt szerzett. 2010. április 20-án mesterhármast szerzett a Jahn Regensburg elleni mérkőzésen.

#### Ingolstadt 04
2010. július 23-án FC Ingolstadt 04-hez került kölcsönben a Bundesliga 2-be. Az első gólját az FC Augsburg ellen szerezte. Második góljára egészen a 11. fordulóig kellett várni, az Energie Cottbus elleni hazai mérkőzésig.

#### Portsmouth
2011. augusztus 26-án egy 1 éves szerződést kötött az angol másodosztályban szereplő Portsmouth csapatával, a szerződés további 2 évre hosszabbítható.
2011. szeptember 10-én mutatkozott be a Championship-ben a West Ham United FC elleni idegenben elvesztett találkozón csereként a 83. percben. Szeptemberben felmerült, hogy több játék lehetőség érdekében kölcsönbe adja a Portsmouth. December 31-én megszerezte első bajnoki gólját csapata színeiben a Leicester City FC ellen, a mérkőzés 20. percében David Norris beadását követően a kapuba talált. Három nappal később ismét gólt szerzett a Watford ellen a 2012-es év első bajnoki mérkőzésén, az 54. percben ő fejelte csapata első gólját a 2-0-ra megnyert mérkőzésen. Futács szerződésében szereplő plusz egyéves opciót életbe léptette a Portsmouth, így a 2013 nyaráig a klub játékosa marad. 2012. január 21-én a Cardiff City ellen a 39. percben közelről talált be a kapuba, de Craig Conway 92. percben szerzett góljával a walesi együttes nyert 3-2-re, a mérkőzésen egy sárga lapot is szerzett. Egy héttel később gólpasszt adott a Peterborough United FC ellen, majd a következő bajnokin a Blackpool FC ellen ismét gólpasszt jegyzett. Klubjánál a hónap játékosa díjat kapta meg a januári teljesítményéért.
2012. március 20-án a Birmingham ellen csereként a 89. percben pályára lépett. Pályára lépése után 3 perccel már gólt is szerzett. 2012. április 14-én a Doncaster Rovers ellen 3-2-es Doncasteri vezetéskor a mérkőzés 76. percében lépett pályára, majd a 94 percben egy beadást követő csúsztatás után Futács elé került a labda, aki tolt rajta egyet és nyolc méterről a kilépő védők és kapus mellett ballal a hosszú sarokba lőtte a labdát. Ezzel a góllal 3-4-re nyertek.

#### Leicester City
2012. július 14-én elfogadta a Leicester City 3 éves ajánlatát. Másnap csatlakozott a kerethez, akik Ausztriában edző táboroztak. 2012. augusztus 28-án a ligakupában megszerezte első gólját a Burton Albion ellen. November 17-én a Ipswich Town ellen a 73. percben, csapata ötgólos vezetésénél lépett pályára csereként, és a 81. percben közelről szerezte meg a meccs utolsó gólját. Futács először szerzett bajnoki gólt a Leicester City színeiben. Kevés játék lehetőség miatt, a tartalék csapatban szerepelt pár mérkőzésre.

#### Blackpool
2013. március 4-én bejelentették, hogy egy hónapra kölcsönbe került a Blackpool FC-hez. Másnap a Birmingham City ellen debütált csereként a 41. percben váltotta Gary Taylor-Fletchert.

#### Diósgyőri VTK
2013. szeptember 6-án hivatalosan is megerősítették, hogy a szezon végéig a Diósgyőrben szerepel kölcsönben. Élete első NB1-es mérkőzésén a Puskás Akadémia ellen meg szerezte első gólját is, mind a bajnokságban, mind a Diósgyőrben. Az 58. percben Batioja passzából volt eredményes Futács. A Mezőkövesd ellen hazai pályán 5-0-ra megnyert mérkőzésen duplázott. A mérkőzés 34. percében Barczi indult meg a jobb szélen, majd egy cselt követően a tizenhatos vonaláról Futács fejére emelte a labdát, aki nem hibázott és a hálóba fejelte a labdát. Az 51. percben büntetőből volt eredményes, majd gólpasszt adott Bacsa Patriknak. A Ferencváros ellen már az 53. másodpercben vezetett a DVTK. Tisza Tibor szabadrúgását, Futács lőtte kapura és Jova Levente lába között a kapuba ment a labda. A mérkőzést a Ferencváros 4-1-re nyerte meg idegenben.
2014. március 2-án a Debreceni VSC ellen Labda levételt követően két védő között kettőt is dekázott, majd a kapus lábai között a hálóba lőtt. A mérkőzés végül 1-1-es döntetlennel zárult. A Kecskeméti TE elleni 1-1-re végződő mérkőzésen gy előreívelt szabadrúgás után Póti Krisztián rántotta le a 16-oson belül Futácsot, amiért a játékvezető büntetőt ítélt, a vétkesnek pedig sárga lapot adott, majd Futács a büntetőt értékesítette. A Budapest Honvéd ellen a 21. perc egy szép diósgyőri kontra végén Gosztonyi futtatta lyukra Bacsát, aki már csak a kapussal állt szemben, de önzetlenül Futács Márkónak passzolt, aki 6 méterről az üres kapu közepébe továbbította a labdát döntetlenre hozva ezzel a mérkőzés állását, majd a 43. percben sérül miatt le kellett cserélni Futácsot. Április elején egy török lapértesülések szerint a helyi élvonalban szereplő Sivasspor érdeklődik Futács Márkó iránt, ahol Roberto Carlos a vezetőedző.
A ligakupa döntőjében Gosztonyi András gólpasszából szerzett gólt ziccerből, így 2-1-re megnyerték a kupát. Május 17-én a Pécs ellen az 50. percben vezetést szerzett csapatának, amely 3-0-ra nyerte meg a hazai mérkőzését. A bajnokságban az utolsó fordulóban a Videoton FC ellen a 68. perc Gosztonyi jobb oldali beadását vette át a 16-oson belül, majd a hálóba lőtt. A mérkőzés 1-1-es döntetlennel zárult ami azt jelentette, hogy a bajnokságot az 5. helyen zárták. Futács 9 bajnoki találatával csapata házi gólkirálya lett.

#### Mersin Idmanyurdu
2014. június 13-án kétéves szerződést írt alá a török élvonal újoncával, a Mersinnel. Újoncként Futács és csapata is jól szerepelt a 2014-15-ös bajnokságban, 30 mérkőzésen négy gólt szerzett, a Mersin pedig a 7. helyen végzett. 2015 novemberében súlyos térdsérülést szenvedett, aminek következtében az idény hátralevő részében nem léphetett pályára. A 2015-16-os bajnokság végén a Mersin kiesett, Futács pedig nem hosszíbbította meg lejáró szerződését.

#### Hajduk Split
Miután felépült sérüléséből, szabadon igazolhatóként keresett csapatot magának, és 2016. július 6-án egy plusz egyéves szerződést kötött a horvát Hajduk Splittel. Első gólját a Koprivnica elleni bajnokin szerezte szeptember 17-én, majd négy nap múlva a kupában duplázott, és betalált a következő két bajnoki fordulóban is. December 10-én, a Cibalia elleni bajnokin két gólt lőtt a mérkőzés hajrájában, a Hajduk pedig 2–1-re győzött. 2017. május 7-én az NK Osijek elleni mérkőzésen sorozatban harmadik találkozóján volt eredményes és megszerezte idénybeli tizenkettedik bajnoki gólját. Május 20-án négy gólt szerzett a Zaprešić ellen és átvette a vezetést a góllövőlistán. Az utolsó fordulóban duplázott a Koprivnica ellen, így 18 találattal elhódította a gólkirályi címet, csapata pedig harmadik helyen fejezte be a bajnokságot. A következő szezon elején, július 13-án, az ő góljával nyertek 1–0-ra a Levszki Szofija elleni Európa-liga selejtező mérkőzésen.
A bajnokság 4. fordulójában, a Dinamo Zagreb ellen  3–1-re elveszített bajnokin térdsérülést szenvedett és meg kellett műteni. 2018. január 10-én meghosszabbította a szerződését 2019 nyaráig. A bajnokságban a 27. fordulóban léphetett ismét pályára, 2018. március 31-én a HNK Rijeka elleni 1–1-es találkozón. Gyurcsó Ádámot váltotta a 78. percben. Április 18-án, a bajnokság A 30. fordulójában, a HNK Cibalia elleni bajnokin gólt szerzett és gólpasszt adott Gyurcsónak.
Április 23-án a Dinamo Zagreb elleni 2–1-es vereséget követően a klub szurkolói Futácsot és több csapattársát is bántalmazták, a magyar csatárt a Torcida Split egyik tagja fejbe rúgta. Augusztus 31-én felbontotta szerződését a klubbal. A Hajduk Split színeiben 45 tétmérkőzésen 24 gólt szerzett.

#### MOL Fehérvár
2019. január 12-én a MOL Vidi csapatához írt alá.
Két idényben összesen 55 tétmérkőzésen játszott, ezeken 16 gót lőtt. 2019-ben Magyar kupát nyert, a bajnokságban kétszer ezüstérmet szerzett. 2021 januárjában szerződést bontott a székesfehérvári csapattal és a Zalaegerszegben folytatta pályafutását.

#### Olimpija Ljlubljana
2021 októberében, miután korábban szóba hozták a teheráni Eszteglal csapatával is, a szlovén élvonalban szereplő Olimpija Ljubljana igazolta le. Október 17-én góllal mutatkozott be a Tabor Sežana csapata ellen 1–0-ra megnyert bajnoki mérkőzésen.

#### MTK Budapest
2021. december 30-án bejelentették, hogy az MTK Budapest csapatában folytatja a pályafutását.
2022. május 7-én az NB I 32. fordulójában – a már bajnok – Ferencváros ellen a Groupama Arénában 3–0-ra megnyert mérkőzésen 2 gólt szerzett.

### A válogatottban
Futács tagja volt a 2009-es U20-as labdarúgó-világbajnokságon bronzérmet szerzett magyar csapatnak. A Ghána elleni 3–2-re elvesztett elődöntőben gólt szerzett. Miután csereként beállt közelről vette be a ghánai kapu bal alsó sarkát. A 2009-es U20-as labdarúgó-világbajnokságot végül a harmadik helyen zárták.
A magyar U21-es labdarúgó-válogatottnak is tagja volt. 2010. május 28-án a norvég U21-es labdarúgó-válogatott elleni barátságos mérkőzésen megszerezte első gólját. 2011 szeptemberében az Ír U21-es labdarúgó-válogatott ellen kétszer is eredményes volt.
2014 januárjában Pintér Attila a magyar labdarúgó-válogatott új szövetségi kapitánya Futácsot behívta a válogatott Telkiben tartott összetartására. Február végén bekerült a finn labdarúgó-válogatott ellen készülő keretbe.
A mérkőzésen a 64. percben váltotta Koman Vladimirt, majd a hátralévő időben aktívan részt vett a csapat támadásaiban, végül 2-1-es vereséggel zárult a mérkőzés. június 4-én az albán labdarúgó-válogatott ellen 1-0-ra megnyert felkészülési mérkőzésen kezdőként lépett pályára és az 1. félidőben végig a pályán volt.

## Sikerei, díjai

### Klubcsapatokkal
SV Werder Bremen
- Német szuperkupa: 2009 (nem hivatalos)

 Diósgyőri VTK
- Magyar ligakupa: 2013-14

 Fehérvár FC
- Magyar labdarúgó-bajnokság ezüstérmes: 2018–19, 2019–20
- Magyar kupagyőztes: 2019

### Válogatottal
Magyarország U20
- U20-as labdarúgó-világbajnokság
  - Bronzérmes: 2009

### Egyéni
HNK Hajduk Split
- Horvát bajnokság
  - Gólkirály (18 gól): 2016–17

## Statisztika

### Klubcsapatokban
2022. október 22-én frissítve.
| Klub                    | Szezon           | Bajnokság | Bajnokság | Kupa     | Kupa | Ligakupa | Ligakupa | Nemzetközi | Nemzetközi | Összesen | Összesen |
| Klub                    | Szezon           | Mérkőzés  | Gól       | Mérkőzés | Gól  | Mérkőzés | Gól      | Mérkőzés   | Gól        | Mérkőzés | Gól      |
| ----------------------- | ---------------- | --------- | --------- | -------- | ---- | -------- | -------- | ---------- | ---------- | -------- | -------- |
| Nancy B                 | 2008–09          | 12        | 3         | -        | -    | -        | -        | -          | -          | 12       | 3        |
| Összesen                | Összesen         | 12        | 3         | -        | -    | -        | -        | -          | -          | 12       | 3        |
| Werder Bremen II        | 2009–10          | 13        | 3         | -        | -    | -        | -        | -          | -          | 13       | 3        |
| Összesen                | Összesen         | 13        | 3         | -        | -    | -        | -        | -          | -          | 13       | 3        |
| Ingolstadt (kölcsönben) | 2010–11          | 23        | 2         | 2        | 0    | -        | -        | -          | -          | 25       | 2        |
| Összesen                | Összesen         | 23        | 2         | 2        | 0    | -        | -        | -          | -          | 25       | 2        |
| Portsmouth              | 2011–12          | 29        | 5         | 1        | 0    | -        | -        | -          | -          | 30       | 5        |
| Összesen                | Összesen         | 29        | 5         | 1        | 0    | -        | -        | -          | -          | 30       | 5        |
| Leicester City          | 2012–13          | 9         | 1         | 2        | 0    | 1        | 1        | -          | -          | 12       | 2        |
| Leicester City          | 2013–14          | 0         | 0         | 0        | 0    | 0        | 0        | -          | -          | 0        | 0        |
| Összesen                | Összesen         | 9         | 1         | 2        | 0    | 1        | 1        | -          | -          | 12       | 2        |
| Blackpool               | 2012–13          | 4         | 0         | 0        | 0    | -        | -        | -          | -          | 4        | 0        |
| Összesen                | Összesen         | 4         | 0         | 0        | 0    | -        | -        | -          | -          | 4        | 0        |
| Diósgyőr                | 2013–14          | 22        | 9         | 5        | 3    | 8        | 3        | -          | -          | 35       | 15       |
| Összesen                | Összesen         | 22        | 9         | 5        | 3    | 8        | 3        | -          | -          | 35       | 15       |
| Mersin İdman Yurdu      | 2014–15          | 26        | 4         | 9        | 2    | -        | -        | -          | -          | 35       | 6        |
| Mersin İdman Yurdu      | 2015–16          | 4         | 0         | -        | -    | -        | -        | -          | -          | 4        | 0        |
| Összesen                | Összesen         | 30        | 4         | 9        | 2    | -        | -        | -          | -          | 39       | 6        |
| Hajduk Split            | 2016–17          | 26        | 18        | 2        | 3    | -        | -        | -          | -          | 28       | 21       |
| Hajduk Split            | 2017–18          | 11        | 2         | 1        | 0    | -        | -        | 4          | 1          | 16       | 3        |
| Összesen                | Összesen         | 37        | 20        | 3        | 3    | 0        | 0        | 4          | 1          | 44       | 24       |
| Fehérvár                | 2018–19          | 13        | 2         | 5        | 2    | -        | -        | 0          | 0          | 18       | 4        |
| Fehérvár                | 2019–20          | 24        | 9         | 9        | 3    | -        | -        | 4          | 0          | 37       | 12       |
| Összesen                | Összesen         | 37        | 11        | 14       | 5    | -        | -        | 4          | 0          | 55       | 16       |
| Zalaegerszeg            | 2020–21          | 16        | 4         | 1        | 1    | 0        | 0        | -          | -          | 17       | 5        |
| Összesen                | Összesen         | 16        | 4         | 1        | 1    | 0        | 0        | -          | -          | 17       | 5        |
| Olimpija Ljubljana      | 2021–22          | 5         | 1         | 1        | 0    | 0        | 0        | -          | -          | 6        | 1        |
| Összesen                | Összesen         | 5         | 1         | 1        | 0    | 0        | 0        | -          | -          | 6        | 1        |
| MTK Budapest            | 2021–22          | 15        | 7         | 0        | 0    | 0        | 0        | -          | -          | 15       | 7        |
| MTK Budapest            | 2022–23          | 11        | 9         | 1        | 2    | 0        | 0        | -          | -          | 12       | 11       |
| Összesen                | Összesen         | 26        | 16        | 1        | 2    | 0        | 0        | -          | -          | 27       | 18       |
| Karrier összesen        | Karrier összesen | 263       | 79        | 38       | 16   | 9        | 4        | 8          | 1          | 318      | 100      |

### Mérkőzései a válogatottban
| Magyarország | Magyarország     | Magyarország                    | Magyarország | Magyarország | Magyarország | Magyarország | Magyarország | Magyarország |
| #            | Dátum            | Helyszín                        | Hazai        | Eredmény     | Vendég       | Kiírás       | Gólok        | Esemény      |
| ------------ | ---------------- | ------------------------------- | ------------ | ------------ | ------------ | ------------ | ------------ | ------------ |
| 1.           | 2014. március 5. | Győr, ETO Park                  | Magyarország | 1 – 2        | Finnország   | barátságos   | -            | 64'          |
| 3.           | 2014. június 4.  | Budapest, Puskás Ferenc Stadion | Magyarország | 1 – 0        | Albánia      | barátságos   | -            | a szünetben  |
| 4.           | 2014. június 7.  | Budapest, Puskás Ferenc Stadion | Magyarország | 3 – 0        | Kazahsztán   | barátságos   | -            | 81'          |
|              | Összesen         |                                 |              | 3            | mérkőzés     |              | 0            | gól          |